# Hamza Hajji
Hamza Hajji, né le 6 février 1986 à Casablanca, est un footballeur marocain évoluant au poste de latéral droit au Moghreb de Tetouan.

## carrière
- 2004-2007 :  Wydad Casablanca
- 2007-2008 :  MAS de Fès
- 2008-2009 :  Wydad Casablanca
- 2009-2012 :  MAS de Fès
- 2012- :  FAR de Rabat

## Palmarès
Maghreb de Fès
- Championnat du Maroc
  - Vice-champion en 2011
- Coupe du Trône
  - Vainqueur en 2011
- Coupe de la CAF
  - Vainqueur en 2011
- Supercoupe de la CAF
  - Vainqueur en 2012

 FAR de Rabat
- Coupe du trône
  - Finaliste en 2012